# فيكتور جولي
فيكتور جولي (بالفرنسية: Victor Joly)‏ ولد بتاريخ 15 أبريل 1923 في بلجيكا، وتوفي في 10 يونيو 2000 في لي كانيت، فرنسا، كان دراج بلجيكي.

## روابط خارجية
- فيكتور جولي على موقع أرشيف الدراجات (الإنجليزية)
- فيكتور جولي على موقع إحصائيات الدراجات الإحترافية (الإنجليزية)